# Sven Erik Bystrøm
Sven Erik Bystrøm (Haugesund, 21 de enero de 1992) es un ciclista profesional noruego que desde 2024 corre para el equipo francés Groupama-FDJ.

## Palmarés
2012
- Gran Premio de Fráncfort sub-23

2014
- Campeonato Mundial en Ruta sub-23  [2]

2017
- 2.º en el Campeonato de Noruega en Ruta

2020
- Campeonato de Noruega en Ruta  [3]

## Resultados en Grandes Vueltas y Campeonatos del Mundo
| Carrera         | Carrera         | 2012 | 2013 | 2014 | 2015 | 2016  | 2017 | 2018  | 2019  | 2020 | 2021 | 2022 | 2023 | 2024  | 2025  |
| --------------- | --------------- | ---- | ---- | ---- | ---- | ----- | ---- | ----- | ----- | ---- | ---- | ---- | ---- | ----- | ----- |
|                 | Giro de Italia  | —    | —    | —    | —    | —     | —    | —     | —     | —    | —    | —    | Ab.  | —     | 130.º |
|                 | Tour de Francia | —    | —    | —    | —    | —     | —    | —     | 110.º | —    | —    | 92.º | —    | —     | —     |
|                 | Vuelta a España | —    | —    | —    | —    | 114.º | Ab.  | 113.º | —     | —    | —    | —    | —    | 117.º | —     |
| Mundial en Ruta | Mundial en Ruta | —    | —    | —    | —    | 30.º  | —    | Ab.   | 34.º  | —    | 33.º | 37.º | —    | —     | —     |

—: no participa

Ab.: abandono

## Equipos
- Team Oster Hus-Ridley (2012-2014)
- Katusha (2014[1]-2017)
  - Team Katusha (2014-2016)
  - Team Katusha-Alpecin (2017)
- UAE Team Emirates (2018-2021)
- Intermarché-Wanty (2022-2023)
  - Intermarché-Wanty-Goubert Matériaux (2022)
  - Intermarché-Circus-Wanty (2023)
- Groupama-FDJ (2024-)